# Oľšavka (okres Spišská Nová Ves)
Oľšavka je obec na Slovensku v okrese Spišská Nová Ves, v Košickém kraji.

## Polohopis
Obec se nachází ve východní části Hornádské kotliny v údolí potoka Oľšavec.

### Sousední obce
Oľšavka sousedí s obcemi Dúbrava, Slatvina, Spišské Vlachy, Žehra

### Vodní toky
Oľšavec, Harčinovec

### Vodní plochy
Jazerko

## Politika

### Starostové obce
- 1991 – 2002 Jozef Leško (KDH)
- 2002 – 2006 Jozef Klešč (ANO + KDH + SDKÚ)

### Zastupitelstvo
- 1991 – 1994 – 7 poslanců (5 VPN, 2 KDH)
- 1994 – 1998 – 9 poslanců (5 KDH, 4 DS)
- 1998 – 2002 – 9 poslanců (5 KDH, 4 DS)
- 2002 – 2006 – 5 poslanců (2 DS, 2 SDKÚ, KDH 1)

## Obyvatelstvo
Vývoj obyvatelstva od roku 1869:
| Rok sčítání | Počet obyvatel | Počet domů |
| ----------- | -------------- | ---------- |
| 1869        |                | -          |
| 1880        | 156            | 29         |
| 1890        | 169            | 32         |
| 1900        | 187            | 33         |
| 1910        | 158            | 35         |
| 1921        | 162            | 37         |
| 1930        | 183            | 37         |
| 1950        | 185            | 36         |
| 1961        | 226            | 40         |
| 1970        | 229            | 43         |
| 1980        | 218            | 45         |
| 1991        | 188            | 46         |
| 2001        | 193            | 45         |

Složení obyvatelstva podle náboženského vyznání (2001):
|                          | Počet obyvatel | %    |
| ------------------------ | -------------- | ---- |
| Římskokatolická církev   | 186            | 96,4 |
| Řeckokatolická církev    | 1              | 0,5  |
| Evangelická církev a. v. | 2              | 1,0  |
| Bez vyznání              | 3              | 1,6  |
| Ostatní a nezjištěno     | 1              | 0,5  |

Složení obyvatelstva podle národnosti (2001):
|           | Počet obyvatel | %     |
| --------- | -------------- | ----- |
| Slovenská | 193            | 100,0 |

## Kultura a zajímavosti

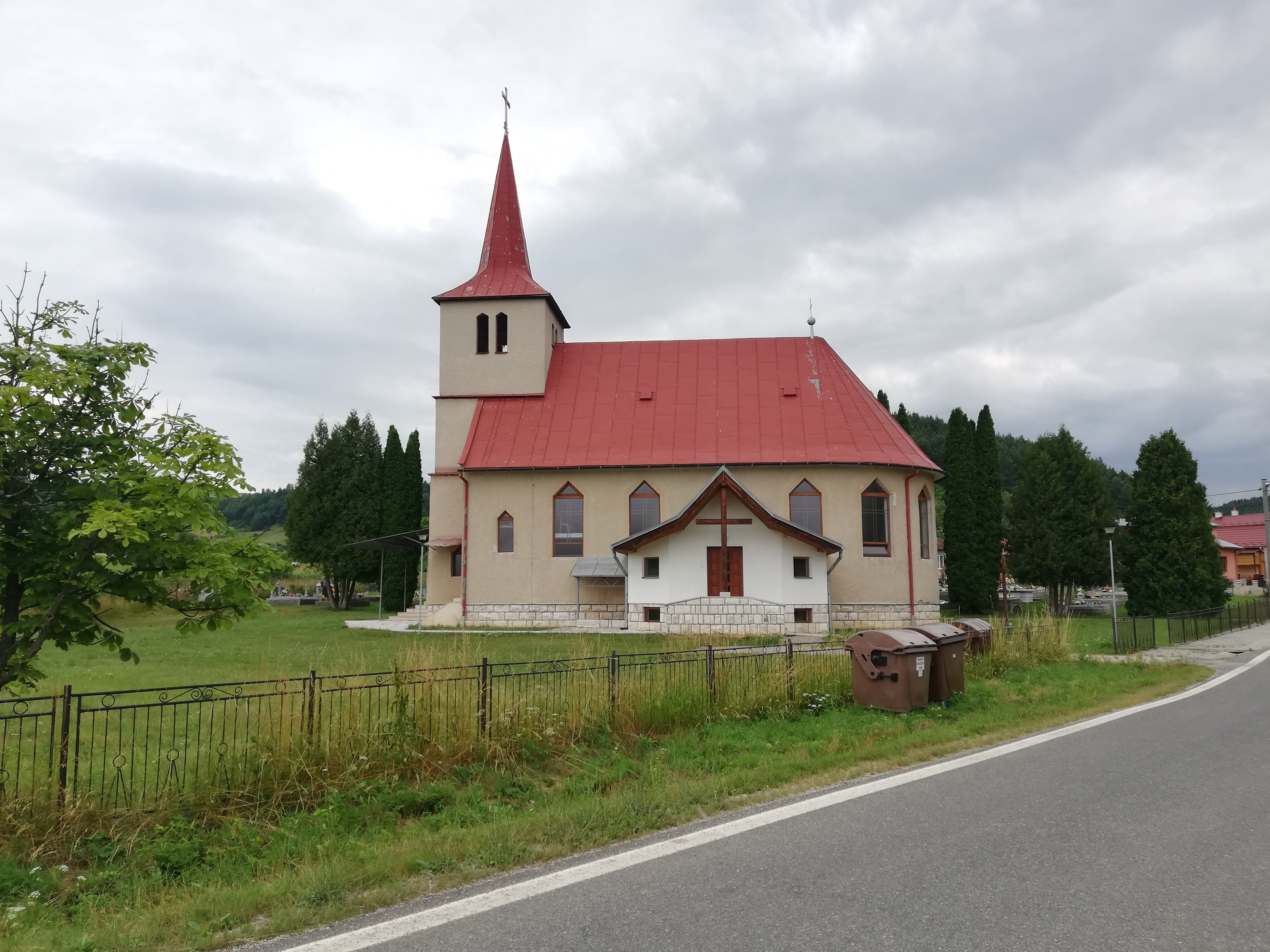
Kostel sv. Pia X., Oľšavka

### Stavby

#### Památky
Kostel sv. Pia X z roku 1969

## Hospodářství a infrastruktura

### Farní úřad
Filiálka římskokatolického úřadu Slatvina